# Panagia von Stiri

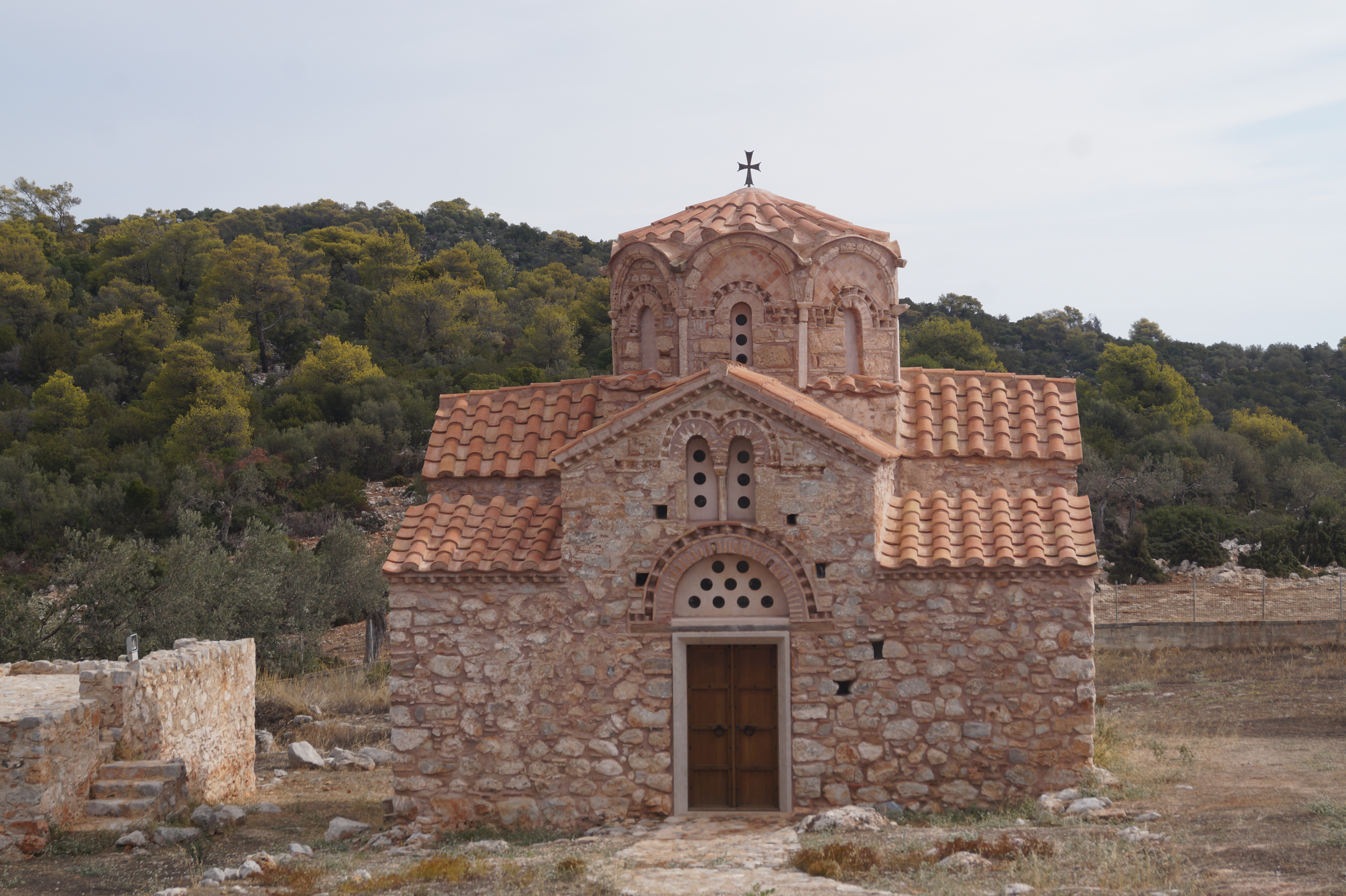
Blick von Westen auf die Kirche Panagia von Stiri.

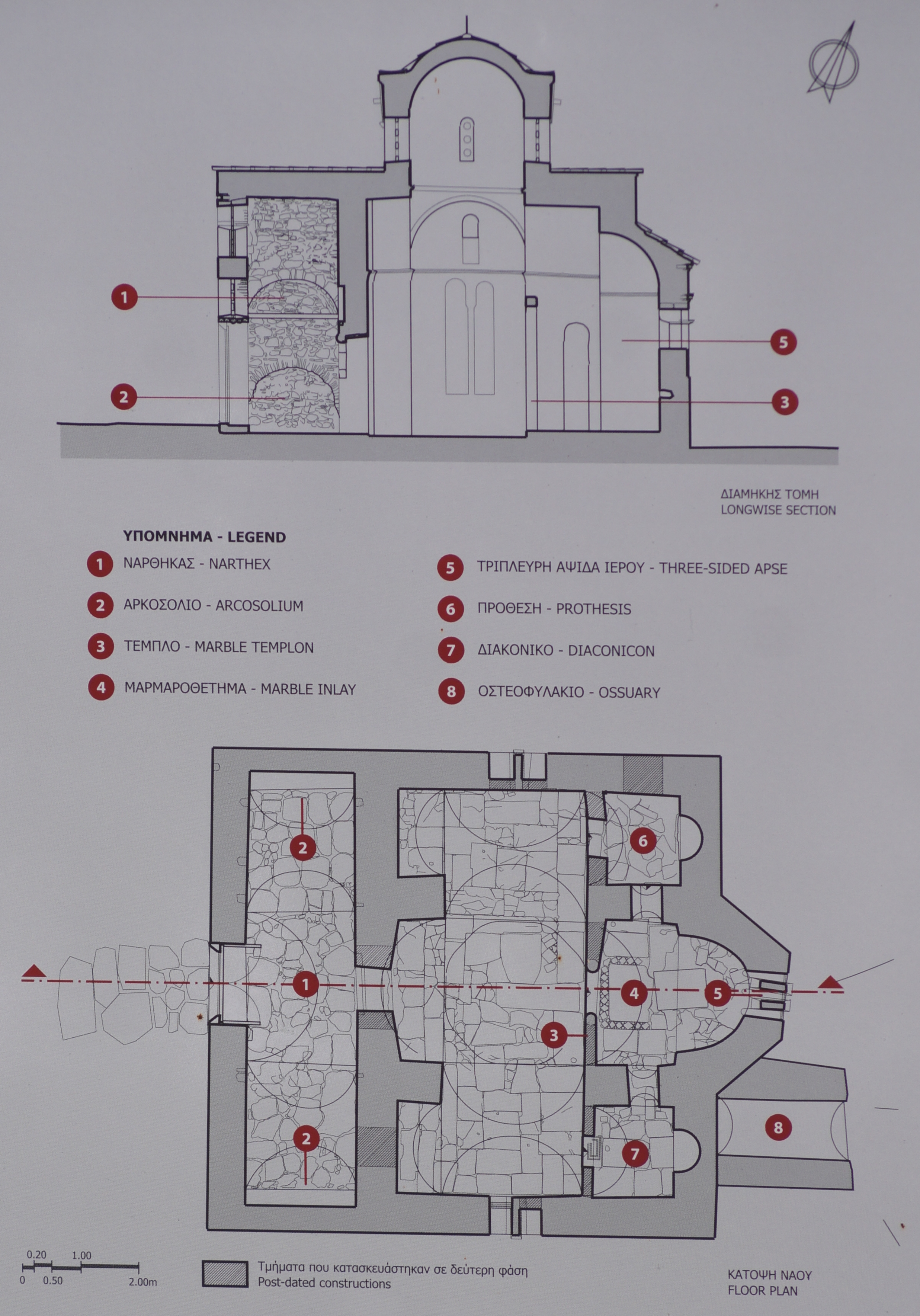
Auf- und Grundriss der Kirche.

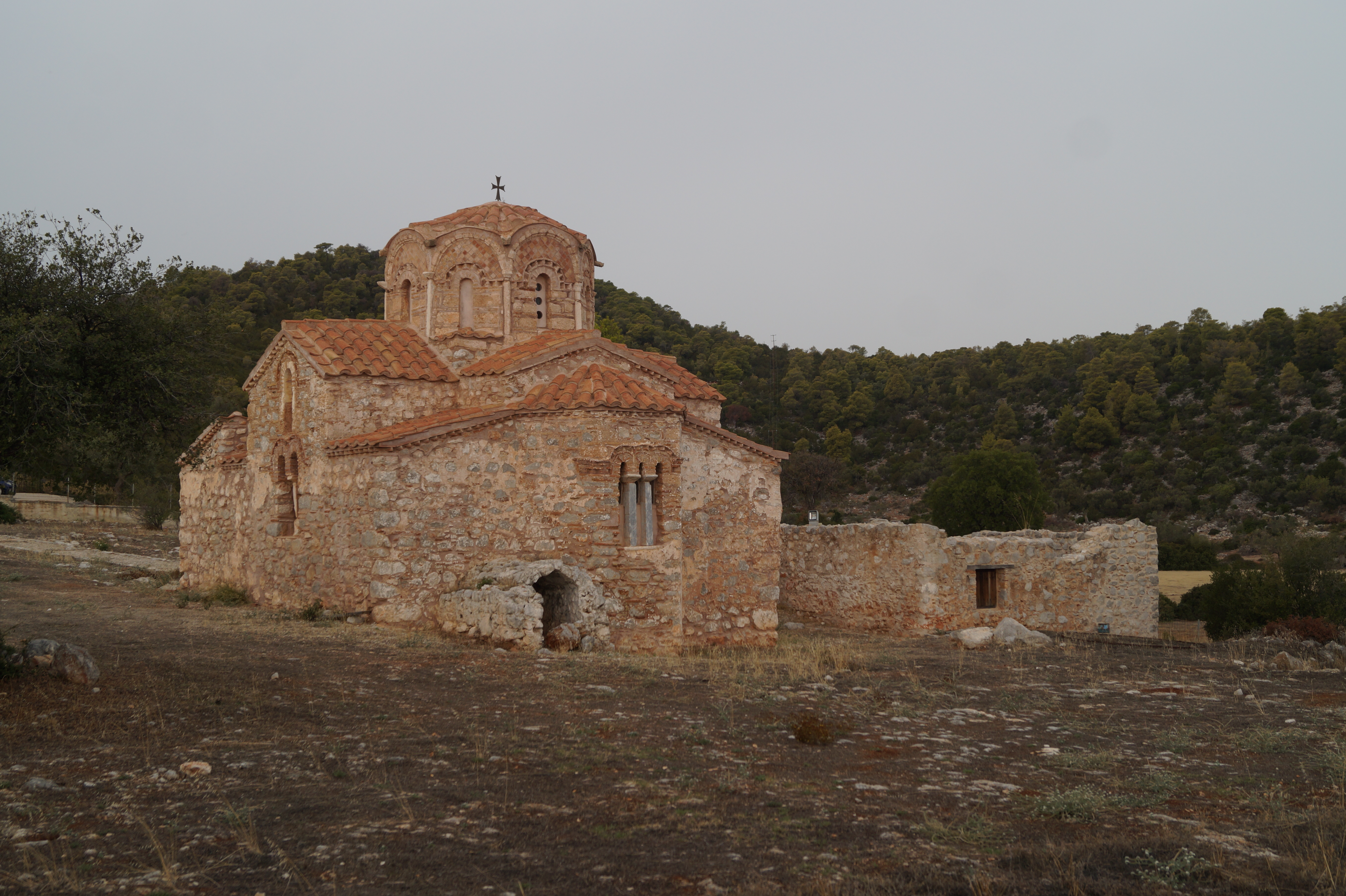
Blick von Osten auf die Kirche Panagia von Stiri und das zweistöckige Nebengebäude. Links neben der dreiseitigen Apsis sieht man das angebaute Ossuarium.

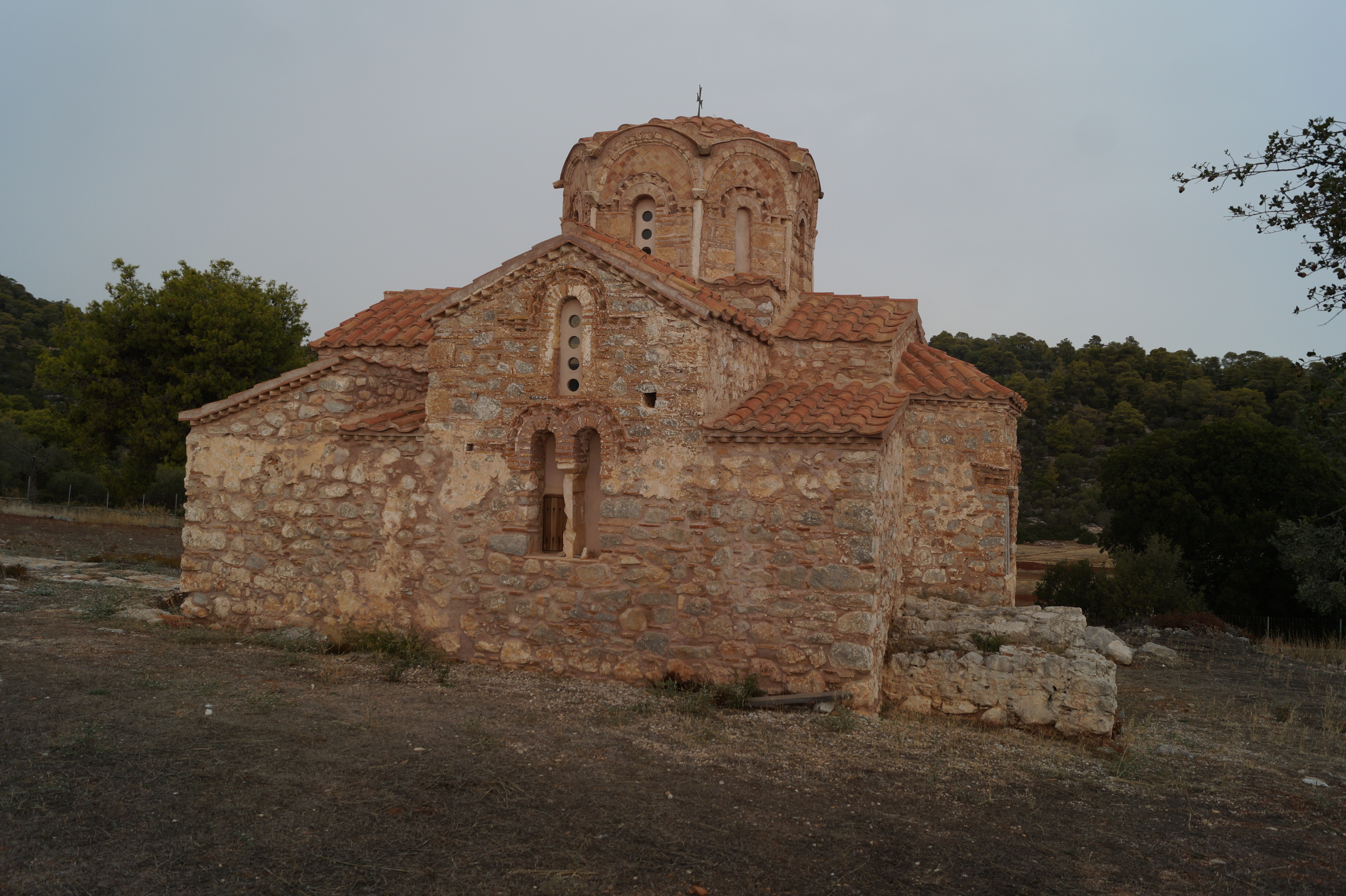
Blick von Süden auf die Kirche Panagia von Stiri.

Panagia von Stiri (griechisch Παναγία του Στείρι) oder Yperagias Theotokou (griechisch Υπεραγίας Θεοτόκου ‚Allheilige Gottesmutter‘) ist eine mittelbyzantinische Kreuzkuppelkirche bei Korfos in der Korinthia in Griechenland. Die Kirche befindet sich etwa 3 km östlich des Ortes auf 280 m Höhe.

## Geschichte
An der Stelle, an der die heutige Kirche steht, stand einst ein frühchristlicher Vorgängerbau und schon im 10. Jahrhundert existierte hier ein Kloster. Zwischen 918 und 928 floh Lukas von Steiris vor den Bulgaren in die Korinthia und soll zeitweise im Kloster gelebt haben, weshalb es später nach ihm Stiri genannt wurde. Noch heute wird die Umgegend mit dem südlichen Hügel, auf dem man eine bronzezeitlich Siedlung fand, Stiri genannt.
In der zweiten Hälfte des 11. Jahrhunderts wurde die Kirche Panagia von Stiri errichtet. 1668 schmückte der Hagiograph Theodoulou Kakavas, ein Priestermönch aus Nafplio, die Innenwände mit Fresken. 1951 wurde die Kirche unter Denkmalschutz gestellt und von 2011 bis 2015 wurde sie restauriert. Der Bau war inzwischen verputzt und weiß getüncht worden. Den Putz entfernte man, öffnete die zugemauerten Fenster und versetzte ihn wieder in den ursprünglichen Zustand.

## Beschreibung
Die Panagia von Stiri ist eine zweisäulige Kreuzkuppelkirche mit gestauchtem westlichen Flügel ähnlich der Kirche Agii Theodori in Athen. Die Kirche wurde aus Bruchsteinen und dünnen Ziegeln errichtet, hat einen Zahnschnitt-Sims und verfügt im westlichen und nördlichen Giebel über pseudokufische Verzierungen. Die achtseitige Kuppel besteht aus acht Bögen, die von acht Marmorsäulen mit Kapitellen getragen werden. Die Felder unterhalb der Bögen sind mit Opus reticulatum gefüllt. Die Kirche hat einen rechteckigen Grundriss von 8,80 m Länge und 8,40 m Breite. Nur das mittlere Schiff endet in einer dreiseitigen Apsis.
Zum Bau des dreiteiligen Fensters der Apsis im Arkadentyp wurden frühchristliche Architekturfragmente verwendet. Hierbei handelt es sich um zwei marmorne Kämpfer und einen beschrifteten Grabstein. Ein weiterer römischer Grabstein fand sich als Mittelpfosten des zweiteiligen Fensters der südlichen Außenmauer. Er trägt eine Abbildung und die Inschrift ΕΛΠΙΣ ΧΑΙΡΕ (Elpis sei gegrüßt).
Durch die Tür im Westen betritt man zunächst den dreigeteilten Narthex mit Kreuzgewölbe und mit Steinen gepflastertem Boden. Am nördlichen und südlichen Ende gibt es jeweils ein Arkosolium. Der Boden der Kirche bestand aus Marmorplatten und Marmorornamenten und wurde später teilweise mit Steinplatten restauriert. Links der Tür, die zum Altarraum führt, ist im unteren Bereich ein marmornes, byzantinisches Templon erhalten. Sehenswert sind auch der Architrav, die Säulen der Türen zum Heiligtum und das südliche Thorakion.
Eine Gründungsinschrift im Innern berichtet von der Ausschmückung der Wände:
```
+ ΑΝΗΣΤΟΡΙΘΗ Ο ΘΙΟΣ Κ(ΑΙ) ΠΑΝΣΕΠΤΟΣ ΝΑΟΣ ΤΗΣ ΗΠΕΡΑΓΙΑΣ ΔΕΣΠΙΝΗΣ ΙΜΩΝ Θ(ΕΟΤΟ)ΚΟΥ Κ(ΑΙ) ΑΥΠΑΡΘΕΝΟΥ ΜΑΡΙΑΣ ΔΙΑ ΣΗΝΔΡΟΜΗΣ ΚΟΠΟΥ ΤΕ Κ(ΑΙ) ΕΞΟΔΟΥ ΠΑ(Ρ)ΙΣΙΟΥ ΜΟΝΑΧΟΥ ΗΣ ΨΙΧΗΚΥΝ ΑΥ ΤΟΥ ΣΟΤΙΡΙΑΝ
δια χηρος καμου του ταπηνου Θεοδιουλ(ου) ιερομόναχου το επίκλιον κακαβας εκ πολεος ναυπλιου (ετει σωτηρίω) ΑΧΞΗ εν μηνί αυγούστου Α
```

Übersetzung:
```
Die Malerei des heiligen und allehrwürdigen Tempels der allheiligsten Gebieterin, der Mutter Gottes und der immerwährenden Jungfrau Maria wurde mit dem Beitrag, den Bemühungen und den Kosten des Mönchs Parisios (oder Paisios) zur Errettung seiner Seele ausgeführt.
Durch die Hand des bescheidenen Priestermönchs Theodulos genannt Kakavas aus der Stadt Nafplio im Jahr des Erretters 1668, am ersten August.
```

Die Fresken im Heiligtum zeigen Panagia Platytera umgeben von Engeln, die Kommunion der Apostel, die Vision des Petros I. von Alexandria, das Opfer des Abrahams, der Tod des Mose, die versammelten Hierarchen und den Melismos (μελισμός = Zerstückelung). Im Chor ist der Weinstock dargestellt. Im östlichen Teil der Kreuzkuppel sind Szenen aus dem Zyklus der Gottesmutter, Maria Vatos (Βάτος = Brennender Dornbusch) und der Passion Jesu dargestellt.
In der Hauptkirche sind Bilder aus dem Akathistos und auf der Ikonostase links die thronende Maria und rechts Christus Pantokrator dargestellt. Auch in der Kuppel erscheint Christus Pantokrator und darunter in zwei Reihen Maria mit Engeln und den Propheten. In den vier Kugeldreiecken sind die Evangelisten dargestellt.
An die östliche Außenmauer des südlichen Schiffs wurde ein Gewölbe angebaut, das als Ossuarium genutzt wurde. Nördlich der Kirche sind noch die byzantinischen Ruinen eines zweistöckigen Gebäudes erhalten. Der überwölbte, südliche Teil des Erdgeschosses wurde später in zwei Räume geteilt. Östlich der Kirche sieht man das Pflaster einer runden Tenne, die in mehreren Bauphasen erweitert wurde. Im weiteren Umfeld gibt es mehrere Gebäuderuinen, die früher als Wirtschaftsgebäude des Klosters dienten.